# Count Duckula
Count Duckula é uma série britânica de animação do gêneros comédia e terror britânica, criada pelo estúdio Cosgrove Hall Films como um spin-off de Danger Mouse, uma série em que o personagem Count Duckula era um vilão recorrente. Conde Duckula teve quatro temporadas e ficou no ar entre 6 setembro de 1988 a 16 fevereiro 1993, e foi produzido por Thames Television. No total, foram realizados 65 episódios, cada um com cerca de 22 minutos de duração.Todos foram lançados em DVD no Reino Unido, enquanto apenas a primeira temporada foi lançada na América do Norte.
Em Portugal, na TV de sinal aberto, estreou em 1991, pela RTP2, mais tarde, a TVI exibe-a apenas legendada e depois volta a ser transmitida, agora pela SIC, com uma nova dobragem. Na TV Fechada, o Canal Panda transmitiu a série legendada enquanto que a KidsCo, em 2009, a transmitiu com a versão da SIC. E em 2009, repete em inglês e sem legendas no Boomerang Europa.
Este programa não deve ser confundido com Quackula de 1979 que teve curta duração, que foi produzido pela Filmation e apareceu entre Mighty Mouse e Heckle and Jeckle no seu horário.

## Sinopse
O Castelo de Drácula viveu durante muitos anos uma dinastia de malvados patos vampiros. O último descendente é Patrácula (Conde Patrácula), porém, em relação à reencarnação as coisas não correm nada bem quando Igor troca o sangue pelo molho de tomate, e acaba assim por ser feita uma reencarnação de um pato vegetariano que arranja planos para conseguir dinheiro, metendo-se em sarilhos juntamente com os seus aliados Igor e a sua ama.  

## Dublagem/Dobragem
| Personagem        | Reino Unido   | Portugal         | Portugal      | Brasil           | Brasil              |
| Personagem        | Reino Unido   | (RTP2/VHS)       | (SIC/KidsCo)  | (VTI)            | (BKS)               |
| ----------------- | ------------- | ---------------- | ------------- | ---------------- | ------------------- |
| Count Duckula     | David Jason   | Carlos Freixo    | Peter Michael | Marco Ribeiro    | Tatá Guarnieri      |
| Igor              | Jack May      | Canto e Castro   | Mário Redondo | Guilherme Briggs | Mário Jorge Montini |
| Nanny             | Brian Trueman | Manuel Cavaco    | TBA           | Ilka Pinheiro    | Isaura Gomes        |
| Dr. Von Goosewing | Jimmy Hibbert | Rui de Sá        | TBA           | Waldyr Sant'Anna | Francisco Borges    |
| Dimitri           | Brian Trueman | Miguel Guilherme | TBA           | ?                | ?                   |
| Sviatoslav        | Jimmy Hibbert | José Pedro Gomes | TBA           | ?                | ?                   |
| Narrador          | Barry Clayton | António Montez   | TBA           | Waldyr Sant'Anna | Dráuzio de Oliveira |
| Elenco Adicional  | Ruby Wax      | Luís Mascarenhas | TBA           | ?                | ?                   |
| Estúdio           | TBA           | Nacional Filmes? | Dialectus     | VTI              | BKS                 |

### Lançamentos em VHS
No Reino Unido, foi lançada uma cassete com alguns episódios do personagem no final dos anos 80. Em Portugal, foram também editadas e lançadas pela Prisvideo algumas cassetes para VHS em 1992 com alguns episódios da série, com a dobragem portuguesa da Nacional Filmes (RTP). No Brasil, foi lançado em VHS pelas editoras VTI Home Video (dublagem da mesma) e Mundo Mágico (dublagem da BKS).

## Curiosidades
- Apesar de se tratar de um desenho animado infantil, Count Duckula apresentou temas sérios ligados ao humor negro e ao egocentrismo. A série apresentou esqueletos, forcas, sangue e algum terror. Apesar disso tudo, o programa continuou a ser emitido em canais infanto-juvenis até ao final dos anos 2000.
- Na 2ª dobragem portuguesa de Portugal, pronuncia-se Pátula em vez de Patrácula. Isso porque em Espanha o nome do personagem é pronunciado dessa forma.
- A personagem já tinha aparecido na série Danger Mouse, mas com uma aparência diferente. Count Duckula reapareceu na nova série de 2015. Nela, ele é um apresentador de TV que entrevista o Danger Mouse e o Penfold.
- O design é um pouco parecido com a personagem da Disney, Pato Donald.